# Karlikgebergte
Het Karlikgebergte is een bergketen in de Chinese autonome regio Xinjiang, ten noordoosten van de Taklamakanwoestijn.  De hoogste top is 4925 meter hoog.  De oasestad Hami ligt aan de zuidelijke flank van de keten.